# César-díjak 2004
A 29. César-díjátadó ünnepségre 2004. február 21-én került sor, Fanny Ardant színésznő elnökletével.
A nagy nyertes a kanadai Denys Arcand filmje a Barbárok a kapuk előtt, amely három jelentős díjat is elvitt: a legjobb filmét, a legjobb rendezőét és a legjobb forgatókönyvét. Nagyszámú jelölésük ellenére 11, illetve 9 jelölés) nem volt sikeres Jean-Paul Rappeneau Bon voyage és Alain Resnais Nem kell a csók című filmje, mindkettő csak két-két, úgynevezett „technikai” kategóriában vihetett el Césart. 
Külön kiemelendő a 2003. év nagy felfedezettje, Julie Depardieu, aki A kis Lili-ben nyújtott alakításával két elismerésben részesült, megkapta a legjobb mellékszereplő és a legígéretesebb fiatal színésznő díjakat. Ezzel sikerült megismételnie Richard Anconina rekordját, melyet 1984-ben állított fel a Viszlát, Pantin! mellékszereplőjeként. 

## Díjazottak és jelöltek
| Díjak                                      | Díjazottak és jelöltek |
| ------------------------------------------ | --- |

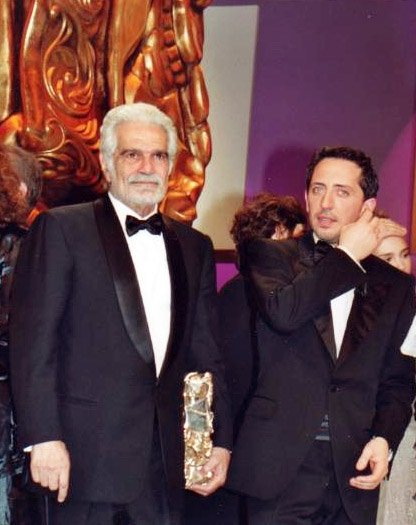
Omar Sharif, a legjobb színész.

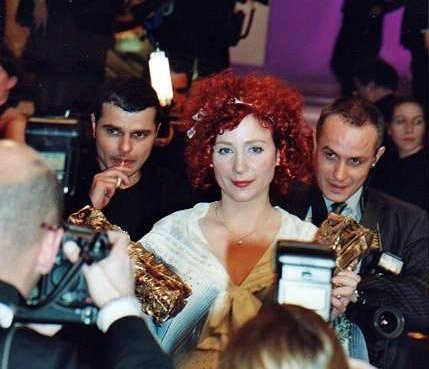
Julie Depardieu két Césart is begyűjtött.

| Legjobb film                               | - Barbárok a kapuk előtt (Les invasions barbares), rendezte: Denys Arcand - Belleville randevú (Les triplettes de Belleville), rendezte: Sylvain Chomet - Bon voyage, rendezte: Jean-Paul Rappeneau - Érzések (Les sentiments), rendezte: Noémie Lvovsky - Nem kell a csók (Pas sur la bouche), rendezte: Alain Resnais |
| Legjobb rendező                            | - Denys Arcand – Barbárok a kapuk előtt (Les invasions barbares) - Lucas Belvaux – Trilógia - Csodás páros (Un couple épatant), Trilógia - Menekülés (Cavale) és Trilógia - Az élet után (Après la vie) - Claude Miller – A kis Lili (La petite Lili) - Jean-Paul Rappeneau – Bon voyage - Alain Resnais – Nem kell a csók (Pas sur la bouche)                                                                                 |
| Legjobb színésznő                          | - Sylvie Testud – Tokiói tortúra (Stupeur et tremblements) - Josiane Balasko – Az őrület vonzásában (Cette femme-là) - Nathalie Baye – Érzések (Les sentiments) - Isabelle Carré – Érzések (Les sentiments) - Charlotte Rampling – Swimming Pool |
| Legjobb színész                            | - Omar Sharif – Monsieur Ibrahim és a Korán virágai (Monsieur Ibrahim et les fleurs du Coran) - Daniel Auteuil – Csak Ön után! (Après vous...) - Jean-Pierre Bacri – Érzések (Les sentiments) - Gad Elmaleh – Szívem csücske: Chouchou (Chouchou) - Bruno Todeschini – Son frère |
| Legjobb mellékszereplő színésznő           | - Julie Depardieu – A kis Lili (La petite Lili) - Judith Godrèche – France Boutique - Isabelle Nanty – Nem kell a csók (Pas sur la bouche) - Géraldine Pailhas – Az élet ára (Le coût de la vie) - Ludivine Sagnier – Swimming Pool |
| Legjobb mellékszereplő színész             | - Darry Cowl – Nem kell a csók (Pas sur la bouche) - Yvan Attal – Bon voyage - Clovis Cornillac – A sittes (A la petite semaine) - Marc Lavoine – Férfiszív (Le Cœur des hommes) - Jean-Pierre Marielle – A kis Lili (La petite Lili) |
| Legígéretesebb fiatal színésznő            | - Julie Depardieu – A kis Lili (La petite Lili) - Marie-Josée Croze – Barbárok a kapuk előtt (Les invasions barbares) - Dinara Drukarova – Mióta Otar elment (Depuis qu'Otar est parti...) - Sophie Quinton – Ki ölte meg Bambit? (Qui a tué Bambi ?) - Laura Smet – Burjánzó sejtek (Les corps impatients) |
| Legígéretesebb fiatal színész              | - Grégori Dérangère – Bon voyage - Nicolas Duvauchelle – Burjánzó sejtek (Les corps impatients) - Pascal Elbé – Apa csak egy van (Père et fils) - Grégoire Leprince-Ringuet – Kallódók (Les égarés) - Gaspard Ulliel – Kallódók (Les égarés) |
| Legjobb operatőr                           | - Thierry Arbogast – Bon voyage - Pierre Aïm – Monsieur N. - Agnès Godard – Kallódók (Les égarés) |
| Legjobb vágás                              | - Danielle Anezin, Valérie Loiseleux, Ludo Troch – Trilógia – Csodás páros (Un couple épatant), Trilógia – Menekülés (Cavale) és Trilógia – Az élet után (Après la vie) - Hervé de Luze – Nem kell a csók (Pas sur la bouche) - Marilyne Monthieux – Bon voyage |
| Legjobb eredeti vagy adaptált forgatókönyv | - Denys Arcand – Barbárok a kapuk előtt (Les invasions barbares) - Lucas Belvaux – Trilógia – Csodás páros (Un couple épatant), Trilógia – Menekülés (Cavale) és Trilógia – Az élet után (Après la vie) - Julie Bertucelli, Roger Bohbot et Bernard Renucci – Mióta Otar elment (Depuis qu'Otar est parti...) - Alain Corneau – Tokiói tortúra (Stupeur et tremblements) - Patrick Modiano et Jean-Paul Rappeneau – Bon voyage |
| Legjobb filmzene                           | - Benoît Charest – Belleville randevú (Les triplettes de Belleville) - Stephan Eicher – Monsieur N. - Bruno Fontaine – Nem kell a csók (Pas sur la bouche) - Gabriel Yared – Bon voyage |
| Legjobb hang                               | - Jean-Marie Blondel, Gérard Hardy, Gérard Lamps – Nem kell a csók (Pas sur la bouche) - Pierre Gamet, Jean Goudier, Dominique Hennequin – Bon voyage - Olivier Goinard, Jean-Pierre Laforce, Jean-Paul Mugel – Kallódók (Les égarés) |
| Legjobb díszlet                            | - Jacques Rouxel, Catherine Leterrier – Bon voyage - Patrick Durand – Monsieur N. - Jacques Saulnier – Nem kell a csók (Pas sur la bouche) |
| Legjobb jelmez                             | - Jackie Budin – Nem kell a csók (Pas sur la bouche) - Catherine Leterrier – Bon voyage - Carine Sarfati – Monsieur N. |
| Legjobb fikciós elsőmű                     | - Mióta Otar elment (Depuis qu'Otar est parti...), rendezte: Julie Bertucelli - Apa csak egy van (Père et fils), rendezte: Michel Boujenah - Belleville randevú (Les triplettes de Belleville), rendezte: Sylvain Chomet - Ki ölte meg Bambit? (Qui a tué Bambi ?), rendezte: Gilles Marchand - Könnyebb a tevének... (Il est plus facile pour un chameau...), rendezte: Valeria Bruni Tedeschi                                |
| Legjobb rövidfilm                          | - L'homme sans tête, rendezte: Juan Solanas - La chatte andalouse, rendezte: Gérald Hustache-Mathieu - Megvárom a következőt... (J'attendrai le suivant...), rendezte: Philippe Orreindy - Pacotille, rendezte: Éric Jameux |
| Legjobb külföldi film                      | - Titokzatos folyó (Mystic River), rendezte: Clint Eastwood ( USA, AUS) - A visszatérés (Vozvrascsenie, Возвращение), rendezte: Andrej Zvjagincev ( RUS) - Az órák (The Hours), rendezte: Stephen Daldry ( USA, GBR) - Elefánt (Elephant), rendezte: Gus Van Sant ( USA) - New York bandái (Gangs of New York), rendezte: Martin Scorsese ( USA, ITA)                                                                          |
| az Európai Unió legjobb filmje             | - Good bye, Lenin!, rendezte: Wolfgang Becker ( GER) - A Magdolna nővérek (The Magdalene Sisters), rendezte: Peter Mullan ( IRL, GBR) - Dogville – A menedék (Dogville, rendezte: Lars von Trier ( DEN, SWE, GBR, FRA, GER, NLD, NOR, FIN) - Grazia szigete (Respiro), rendezte: Emanuele Crialese ( ITA, FRA) - Szépséges fiatalság (La meglio gioventù), rendezte: Marco Tullio Giordana ( ITA)                              |
| Tiszteletbeli César                        | - Micheline Presle |

## Többszörös jelölések és elismerések
A statisztikában a különdíjak nem lettek figyelembe véve.
| Jelölés | Díj | Magyar cím                                                           | Eredeti cím                           |
| ------- | --- | -------------------------------------------------------------------- | ------------------------------------- |
| 11      | 3   | Bon voyage                                                           | Bon voyage                            |
| 9       | 3   | Nem kell a csók                                                      | Pas sur la bouche                     |
| 4       | 3   | A kis Lili                                                           | La petite Lili                        |
| 4       | 3   | Barbárok a kapuk előtt                                               | Les invasions barbares                |
| 4       | 0   | Érzések                                                              | Les sentiments                        |
| 4       | 0   | Kallódók                                                             | Les égarés                            |
| 4       | 0   | –––                                                                  | Monsieur N.                           |
| 3       | 1   | Belleville randevú                                                   | Les triplettes de Belleville          |
| 3       | 1   | Mióta Otar elment                                                    | Depuis qu'Otar est parti...           |
| 2       | 1   | Tokiói tortúra                                                       | Stupeur et tremblements               |
| 2       | 1   | Trilógia – Csodás páros Trilógia – Menekülés Trilógia – Az élet után | Un couple épatant Cavale Après la vie |
| 2       | 0   | Apa csak egy van                                                     | Père et fils                          |
| 2       | 0   | Burjánzó sejtek                                                      | Les corps impatients                  |
| 2       | 0   | Ki ölte meg Bambit?                                                  | Qui a tué Bambi ?                     |
| 2       | 0   | Swimming Pool                                                        | Swimming Pool                         |